# Буйтор, Иштван
Иштван Буйтор (венг. Bujtor István, фамилия при рождении — Френрейс (Frenreisz); 5 мая 1942, Будапешт, Королевство Венгрия — 25 сентября 2009, Будапешт, Венгрия) — венгерский актёр, кинорежиссёр, сценарист и продюсер. Единоутробный брат Золтана Латиновича (1931—1976).

## Биография
Окончил Университет экономики в Будапеште (1966). Иштван Буйтор — профессиональный спортсмен: баскетболист, чемпион Венгрии по дзюдо, член олимпийской сборной по парусному спорту.
Пришёл в кино из спорта. Крупного, мощного, фактурного, ростом под два метра Иштвана не могли не заметить кинематографисты.
В 1964 году Иштван Буйтор дебютировал в кино в роли Дьюлы в фильме Феликса Мариашши «Карамболь».
На сцене — с 1975 года. Сначала служил в театре города Дьёр, затем в 1976—1978 годах — актёр Будапештского Национального театра. С 1978 года — актёр киностудий «Мафилм» и «Гунния».
В 1968 году с большим успехом исполнил главную роль в пародийном боевике режиссёра Дьёрдя Ревеса «Лев готовится к прыжку», а в 1974 году закрепил свой успех главной отрицательной ролью Ивана Стриги в остросюжетном фильме Миклоша Маркоша «Дунайский лоцман» (в советском прокате — «Загадочное похищение»).
Получил зрительскую любовь и признание за исполнение роли офицера милиции Тибора Этвоша по прозвищу Чёпи (венг. Ötvös Csöpi, переведённом как «Капелька») в серии комедийных детективов, в том числе «Языческая мадонна» (1980, реж. Дьюла Месарош), «Без паники, майор Кардош!» (1982, реж. Шандор Сёньи), «Заколдованный доллар» (1985, реж. Иштван Буйтор).
Продолжал сниматься в роли полюбившегося героя Чёпи, с завидной легкостью раскрывающего самые запутанные преступления. Последний фильм из этой серии вышел в 2008 году. Иштван Буйтор — автор сценариев, продюсер и режиссёр этих фильмов.
Снимался в Чехословакии, ФРГ. Исполнил главную роль в мини-сериале по мотивам романа Жюля Верна «Матиас Шандор» (1979—1980, реж. Жана-Пьера Декура). Дублировал иностранные фильмы (в том числе с участием Бада Спенсера, с которым имел сходство во внешности), озвучивал анимацию.
31 июля 2009 был госпитализирован в г. Веспрем, где впал в кому. После нескольких недель лечения его состояние улучшилось и он был перемещён в Будапешт для реабилитации. Однако на следующий день 25 сентября 2009 года он скончался. Причины смерти не указаны, но по сообщениям у него были обнаружены кокцидиоз, отказ почек и септический шок.

## Фильмография
- Карамболь (1963) — Дьюла Терпинко
- Однажды двадцать лет спустя (1964) — Петер Такач / Петер Гааль
- Пора мечтаний (1964) — дружок Аги
- Смена (1964)
- Сыновья человека с каменным сердцем (1964) — Леонин
- Каникулы с Пирошкой (1965)
- С полудня до рассвета (1965) — Иштван
- Арлекин и любовники (1966) — Линт
- История одной трусости (короткометражный) (1966)
- Холодные дни (1966) — Казмер Надь
- A múmia közbeszól (1967) — священник
- Парни с площади (1967) — Лада
- Лев готовится к прыжку (1968) — Menõ fej
- Тишина и крик (1968) — Ковач II.
- Фальшивая Изабелла (1968) — следователь
- Милашки (1969) — очкастый
- Ореол вокруг луны (1969) — друг Балажа
- Очкарики (1969) — Ласло Валько
- Сирокко (1969) — Тарро
- Не плачьте, красавицы! (1970) — полицейский
- Végre, hétfö! (1971) — Беркеши
- Én vagyok Jeromos (1971) — Бела Кемень
- Агнец божий (1971) — A darutollas
- Держись за облака (1971) — Тимош
- Пока народ ещё просит (1971) — Петко Саутнер Андраш
- Мартин-кукушка (1972) — Леленц
- Шафер (1972) — Ласло Валько
- Парень на белой лошади (1973) — Муслинкаш
- Поливальная машина (1973) — шофёр
- Увидеть Неаполь и… (1973) — Петер Сегеди
- Pokol — Inferno (ТВ) (1974)
- Загадочное похищение (1974) — Иван Стрига
- Легенда Пендрагона (1974) — Джордж Мэлони
- Бегемот Гуго (1975) — Jorma’s отец, озвучивание
- Виват, Бенёвский (ТВ) (1975) — Степанов
- Гильгамеш (ТВ) (1975)
- Когда придёт Йожеф (1975) — дядя Тиби
- Ветер свистит под ногами (1976) — Балаж Мергеш, жандарм
- Кантор — собака-детектив (ТВ) (1976) — Янош Бана
- Магеллан (ТВ) (1976) — Картахена
- Псевдоним: Лукач (1976)
- Ричард II (ТВ) (1976) — Граф Нортумберлендский
- Чёрный алмаз (ТВ) (1976) — Salista
- Кто меня видел? (1977) — Аради, поэт
- Счастливые годы моего отца (1977) — Жига Негрелли
- Немая папка (1978) — Кути — следователь
- С Новым годом! (1978) — Перьеш Лаци
- Rosszemberek (1979) — Хедьеши, озвучивание
- Варварское аллегро (1979) — Хедервари
- Венгерская рапсодия (1979) — Хедервари
- Матиас Шандор (ТВ) (1979) — Шандор Матиас
- Экспресс в Стамбул (ТВ) (1979) — шафер
- A világ közepe (ТВ) (1980) — Пауль Кинижи
- Fekete rózsa (ТВ) (1980)
- Haladék (1980) — Шандор Новак
- Hogyan felejtsük el életünk legnagyobb szerelmét. (1980) — Hágen sofõrje
- Актёришки (1980) — Бела, директор ТВ
- Языческая мадонна (A Pogány Madonna) (1980) — Этвёш Чёпи
- Az a szép, fényes nap (ТВ) (1981) — Нюрнберги Герман
- Без паники, майор Кардош! (Csak semmi pánik) (1982) — Этвёш Чёпи
- Mennyei seregek (1983) — Вешшеленьи
- Бедный Джони и Арника (1983) — король Эштёр
- Приходите ко мне на именины! (1983) — Эгон
- Legyél te is Bonca! (ТВ) (1984) — художник
- Заколдованный доллар (Az elvarázsolt dollár) (1985) — Этвёш Чёпи
- Залп по чёрному буйволу (1985) — Дукаи
- Соседи (ТВ) (1987—1999) — Золтан 'Szõrös капитана Месароша
- Жёномор (ТВ) (1989) — Moravagine
- Фальшивая кукла ( Hamis a baba) (1991) — Этвёш Чёпи
- Zsaruvér és csigavér: A királyné nyakéke (ТВ) (2001) — Этвёш Чёпи
- Шимо Шандор (короткометражный) (2002) — играет самого себя
- Zsaruvér és csigavér 2: Több tonna kámfor (ТВ) (2002) — Этвёш Чёпи
- Zsaruvér és csigavér 3: A szerencse fia (ТВ) (2008) — Этвёш Чёпи

#### Режиссёр
- Заколдованный доллар (1985)
- Соседи (ТВ) (1987—1999)
- Фальшивая кукла (1991)
- Три мушкетёра в Африке (1996)
- Zsaruvér és csigavér: A királyné nyakéke (ТВ) (2001)
- Zsaruvér és csigavér 2: Több tonna kámfor (ТВ) (2002)
- Zsaruvér és csigavér 3: A szerencse fia (ТВ) (2008)

#### Сценарист
- Языческая мадонна (1980)
- Без паники, майор Кардош! (1982)
- Заколдованный доллар (1985)
- Фальшивая кукла (1991)
- Три мушкетёра в Африке (1996)
- Zsaruvér és csigavér: A királyné nyakéke (ТВ) (2001)
- Zsaruvér és csigavér 2: Több tonna kámfor (ТВ) (2002)
- Zsaruvér és csigavér 3: A szerencse fia (ТВ) (2008)

#### Продюсер
- Соседи (ТВ) (1987—1999)
- Три мушкетёра в Африке (1996)
- Zsaruvér és csigavér: A királyné nyakéke (ТВ) (2001)

#### Озвучивание
- Призрак Чёрной Бороды (1970) — «Пайнтоп» Первис
- Солдат удачи (1977) — Этторе Фьерамоска
- Громила в Гонконге (1977) — инспектор «Громила» Риццо
- По прозвищу Громила (1978) — инспектор «Громила» Риццо, «Горбун» Пеппино
- Громила в Египте (1981) — инспектор «Громила» Риццо
- Орёл или решка (1981) — Чарли Фирпо
- Почему... капитан выбрал меня? (1982) — шериф Скотт Холл
- ...иначе мы рассердимся (1982) — Бен
- Они называли его бульдозер (1983) — Бульдозер
- Чужбина (1983) — маршал Уильям О’Нил
- Чёрный корсар (1983) — Череп
- Найдёшь друга — найдёшь сокровище (1984) — Чарли О’Брайен
- Бадди идёт на запад (1985) — Бадди
- Сплошные неприятности (1986) — Грег Вондер, дон Антонио Коимбра де ла Коронилья-и-Асеведо
- Я — за гиппопотамов! (1987) — Том
- Аладдин (1988) — Джинн
- Успеть до полуночи (1988) — агент ФБР Алонсо Мосли
- Меня зовут Троица (1988) — Бамбино (Бумбурняк)
- Борцы с преступностью (1989) — Уилбур Уолш
- Суперполицейские из Майами (1989) — Стив Форест / агент Эллоу Рэй
- Золотые копи (1990) — Хатч Бэсси
- Другие сорок восемь часов (1990) — Ник Кейтс
- Одной ногой в раю (1991) — Булл Уэбстер
- Чёрный Турин (1991) — Розарио Рао
- Всегда готовы (1992) — Дуг О’Риордан / Мейсон
- Меня всё ещё зовут Троица (1992) — Бамбино
- Давайте, ребята (1992) — Салуд
- Подставь другую щёку (1992) — отец Педро де Леон
- Любители неприятностей (1995) — Мозес